# フラームス・ベランフ
フラームス・ベランフ（オランダ語：Vlaams Belang、略称：VB）は、ベルギーの政党。党名はフラームスの利益を意味する。オランダ語系のフラマン語圏であるフランデレン地域を基盤とする右派ポピュリズム、または極右政党とみなされている。
1978年に設立された フラームス・ブロック（オランダ語:Vlaams Blok）が、2004年に法廷闘争の末に党名を変更したもの。フランドル（フランデレン地域とほぼ同義）の分離独立を主張し、移民や多文化主義、ワロン地域への予算配分に強く反対する。過激な主張のため与党入りしたことはないが、フランデレン地域では支持にかなりの広がりがある。いっぽう同じ極右でもベルギーの一体性と連邦制の廃止を唱えていたワロン地域の国民戦線(2012年に解党)とは基本的に一致しない。

## 歴史

### フラームス・ブロック (1978-2004)
フラームス・ベラングの前身であるフラームス・ブロックは、フランデレン地域主義政党の人民同盟から分裂したグループによって1979年に設立された。
当初、党勢は伸び悩んだ。そこで、移民問題を強調し、排外的な主張を掲げる戦略をとった。この新しい路線は成功し、1988年のアントウェルペンでの市議会議員選挙以降、党は勢力を拡大していった。1991年の国政選挙では、代議院（下院）の議席を2議席から12議席へ、元老院（上院）の議席を1議席から5議席へと、ともに大きく増やし、この極右政党の勝利に終わった選挙は「黒い日曜日」選挙と呼ばれた。過激な主張を掲げるフラームス・ブロックの台頭を警戒した他の政党は、1989年から「防疫線」協定を結んで同党との協力を拒否したため、その後も着実に議席を増やしたにもかかわらず中央・地方のどちらでも政権入りはできなかった。
2004年には、党の関連団体が人種差別的であるとの判断が裁判所によって下され、政党補助金を受けられなくなった。フラームス・ブロックはこれに反発し、新たな政党であるフラームス・ベランフへの移行（事実上、党名の変更）を決定した。

### フラームス・ベランフ (2004-)
フラームス・ベランフは、党名は変更されたものの、事実上以前のフラームス・ブロックをそのまま引き継ぐ形でスタートした。代表には、それまでフラームス・ブロックの代表であったフランク・ファンヘッケFrank Vanheckeが就任した。
2006年の地方選挙では再び大きく得票を伸ばし、あわせて800人以上を当選させた。これは選挙前の約2倍である。しかし、翌年の国政選挙ではほぼ現状維持の結果となり、以降は議席数の減少が続いた。2014年の国政選挙では代議院の議席を9減らし、3議席に後退した。この背景には、同じくフランデレン地域で地域主義的な主張を展開している新フラームス同盟の成功があると考えられている。

## 党勢
2014年の選挙では、下院である代議院では150議席のうち3議席を獲得した。選挙前の12議席からは大きく議席を減らした。上院である元老院では60議席（王族は含まない）のうち2議席を有する。
また、2014年欧州議会議員選挙では1議席を獲得している。欧州議会の政治会派には属していない。
| 年   | 代議院議席数 | 元老院議席数 |
| ---- | ------------ | ------------ |
| 1981 | 1 / 212      |              |
| 1985 | 1 / 212      | 0 / 184      |
| 1987 | 2 / 212      | 1 / 184      |
| 1991 | 12 / 212     | 5 / 184      |
| 1995 | 11 / 150     | 5 / 71       |
| 1999 | 15 / 150     | 6 / 71       |
| 2003 | 18 / 150     | 9 / 71       |
| 2007 | 17 / 150     | 8 / 71       |
| 2010 | 12 / 150     | 5 / 71       |
| 2014 | 3 / 150      | 2 / 60       |

※2003年選挙まではフラームス・ブロックとして参加